# HMS Warrior (1905)
Pour les autres navires du même nom, voir HMS Warrior.
Le HMS Warrior est un croiseur cuirassé, navire de tête de la classe du même nom construit pour la Royal Navy en 1905. Au début de la Première Guerre mondiale, il participe à la poursuite des SMS Goeben et Breslau avant d'être transféré à la Grand Fleet fin 1914. En 1916, il participe alors à la bataille du Jutland durant laquelle il est lourdement endommagé. L'équipage réussit à l'éloigner de la bataille avant d'abandonner le navire, qui coule peu après.

## Conception
Le HMS Warrior est lancé grâce au 1903/04 Programme, et fait partie de la classe Warrior. Les canons de 6 pouces en batterie de celle-ci sont retirés en faveur de 4 canons de 7,5 pouces (en) montés en tourelles au milieu du navire. Le blindage des batteries est déplacé à la base de ces nouvelles tourelles, elles-mêmes ayant le même blindage que les tourelles des canons de 9,2 pouces. Ce poids supplémentaire rabaisse le centre de gravité du navire, affectant positivement sa stabilité; cela fait des quatre navires de cette classe de bonnes plateformes de tir, stables en haute mer. Ces améliorations, associées à une capacité à tirer par tous les temps, leur donne une excellente réputation, contrairement aux deux navires de la classe précédente.

## Histoire

### La poursuite duGoebenet duBreslau
Le HMS Warrior est lancé le 25 novembre 1905. En août 1914, peu avant que la Première Guerre mondiale n'éclate, il fait partie des quatre croiseurs cuirassés de la 1re escadre de croiseurs (en) de la Mediterranean Fleet, avec les HMS Black Prince, Duke of Edinburgh et Defence, ce dernier étant le navire amiral du contre-amiral Troubridge. Le 3 août, Winston Churchill donne ordre à celui-ci de suivre le SMS Goeben et de se tenir prêt à agir en cas de déclaration de guerre. Cependant, il est demandé à Troubridge de ne pas engager de force supérieure en nombre. Le SMS Goeben quitte ainsi Messine le 6 août, et Troubridge le suit dans la nuit, accompagné de huit destroyers. Néanmoins, différentes incompréhensions entre l'Amirauté et Troubridge, et la considération de celui-ci de la supériorité du blindage et de la vitesse du navire allemand font qu'au final aucun navire n'engage le combat.

### La bataille du Jutland
En janvier 1915, la 1re escadre de croiseurs rejoint la Grand Fleet, sous les ordres du contre-amiral Arbuthnot. Le Warrior participe ainsi à la bataille du Jutland le 31 mai 1916. Avant-garde de la Grand Fleet aux ordres de l'amiral Jellicoe, l'escadre de croiseurs rencontre le IIe groupe de reconnaissance allemand. Arbuthnot, à bord du Defence, saisit l'occasion d'achever le SMS Wiesbaden gravement touché. Il fonce sur lui en compagnie du Warrior, mais la manœuvre, brusque et désordonnée, manque de le faire entrer en collision avec le Lion de Beatty. Arbuthnot paie alors de sa vie sa témérité; pendant ce temps, les croiseurs de bataille de l'amiral Hipper sortent de la brume et ouvrent le feu sur les deux navires. Touché par plusieurs obus de 9,2 pouces (234 mm), le Defence explose littéralement, emportant avec lui l'amiral et 900 hommes. Le feu des navires allemands se concentre alors sur le Warrior, qui est sur le point de subir le même sort que son sister-ship. Il va être sauvé par le Warspite. En effet, celui-ci, son gouvernail bloqué par le tir d'un obus, se met malgré lui à faire deux cercles autour du Warrior, attirant sur lui toute l'attention de la Hochseeflotte. Le Warrior met ce temps à profit pour fuir le champ de bataille vers l'ouest.
Dans la matinée du 1er juin, le transport d'hydravions HMS Engadine (en) vient à son secours, alors que l'eau monte dangereusement dans la salle des machines du croiseur cuirassé en perdition. Après avoir essayé de le remorquer sans succès, l'Engadine s'approche du Warrior et sauve les 743 hommes du navire, le capitaine quittant celui-ci en dernier. Le transporteur d'hydravions quitte la zone, à 160 km au large d'Aberdeen, et c'est la dernière fois que le Warrior a été aperçu.